# Bistum Lüttich
Das Bistum Lüttich (lateinisch Dioecesis Leodiensis, französisch Diocèse de Liège) ist eines von 8 Bistümern der römisch-katholischen Kirche in Belgien. Es umfasst 3.862 km² und ca. 1.044.000 Einwohner (Stand 31. Dezember 2011). Seit 1967 stimmen seine Grenzen mit denen der Provinz Lüttich überein. Das Bistum umfasst 26 Dekanate und 529 Pfarrgemeinden. 2014 waren etwa 68 % der Einwohner der Provinz Lüttich katholisch. Etwa die Hälfte der Bevölkerung lebt im Großraum Lüttich.

## Geschichte
Das Bistum Lüttich wurde im 4. Jahrhundert in der Stadt Tongern am Ort der heutigen Liebfrauenbasilika von Maternus gestiftet und im 6. Jahrhundert nach Maastricht verlegt. Erst Bischof Hubert nahm 720 seinen Sitz in Lüttich. Mit der Verleihung der Grafschaft Huy an Bischof Notger (972–1008) wurde die Grundlage zum Aufstieg der Bischöfe zu Reichsfürsten gelegt. Die Diözese war bis 1801 Suffragan von Köln.
Im 14. Jahrhundert bildete sich das Territorium Hochstift Lüttich mit einer weltlichen Hoheit aus. Das Bistum stand als Reichsfürstentum stets im Spannungsfeld zwischen den Herzögen von Burgund, dem Königreich Frankreich und Territorien des römisch-deutschen Reiches. Das Hochstift Lüttich gehörte ab 1500 zum Niederrheinisch-Westfälischen Reichskreis.

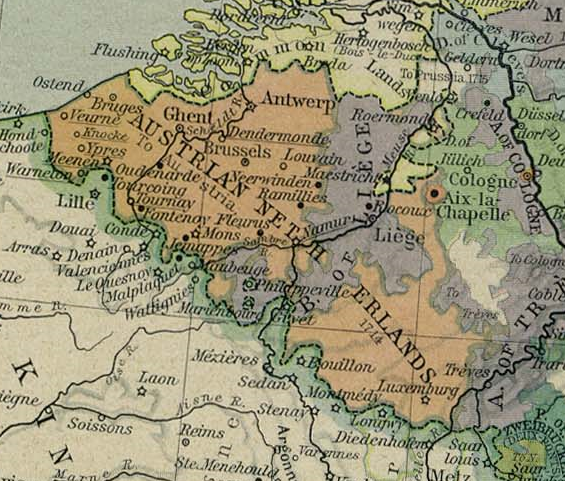
Hochstift Lüttich („Liege“, grau) 1786, umrahmt von den Österreichischen Niederlanden

1559 wurde das Bistum Lüttich aufgrund einer Reorganisation der Diözesen in den damaligen habsburgischen Niederlanden (umfasst die heutigen Niederlande, Belgien ohne das Hochstift, Luxemburg und kleinere Teile Nordfrankreichs) auf Betreiben von Philipp II. territorial verkleinert zugunsten des neu gegründeten Bistums Namur, das Hochstift aber nicht in den umliegenden Burgundischen Reichskreis überführt.
Das Bistum wurde 1794 im Ersten Koalitionskrieg von Frankreich besetzt, 1801 im Frieden von Lunéville förmlich an Frankreich abgetreten und dem Département Ourthe zugeschlagen. Auf Beschluss des Wiener Kongresses wurde es (durch einen Vertrag vom 23. März 1815) dem König der Niederlande überlassen und bildete seitdem eine Provinz der Vereinigten Niederlande, doch mit veränderten Grenzen, indem einige Teile des ehemaligen Hochstifts zu den Provinzen Hennegau, Limburg und Namur gezogen, andere dagegen von Limburg, Luxemburg und Namur zu Lüttich geschlagen wurden. 
Bei der Revolution von 1830 ergriffen die Bewohner der Stadt und Provinz Lüttich lebhaft die Partei der Belgier, und Lüttich gehört seit der Bildung des Königreichs Belgien diesem an. Die Bistumsgrenzen wurden 1840 geändert.
1925 wurde das erst 1920 gegründete Bistum Eupen-Malmedy dem Bistum Lüttich einverleibt. 1967 kam es zur Neugründung der Diözese Hasselt durch Ausgliederung aus dem Bistum Lüttich.
Die zum Bistum Lüttich gehörenden deutschsprachigen Gebiete der Deutschsprachigen Gemeinschaft Belgiens feiern die Gottesdienste in deutscher Sprache. Daher ist das Bistum Lüttich auch Mitherausgeber des ehemaligen deutschen katholischen Gebet- und Gesangbuches Gotteslob.

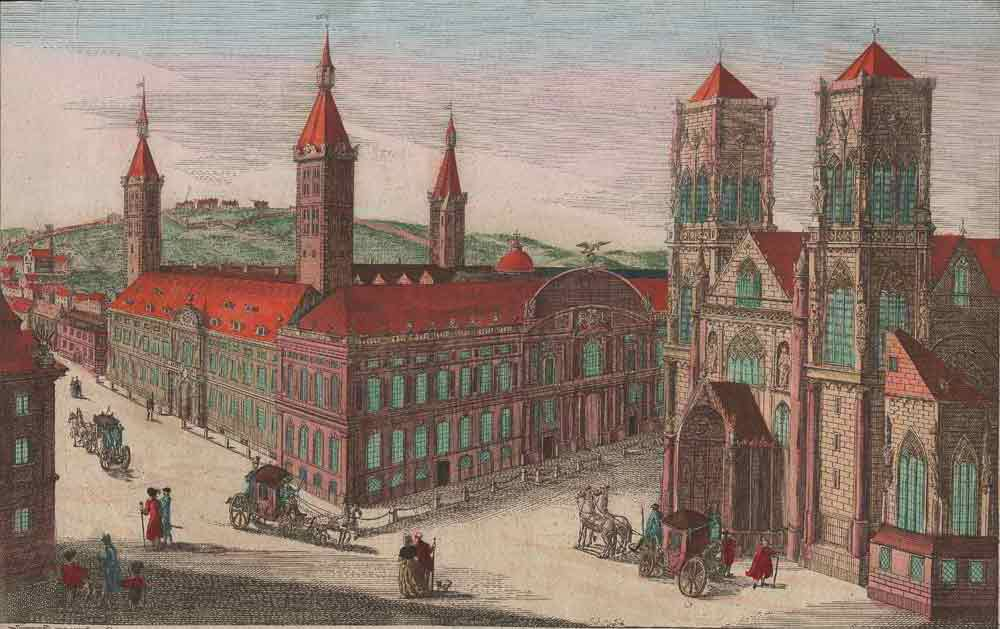
Teilansicht des Fürstbischöflichen Palastes und der Lambertuskathedrale (Lüttich)
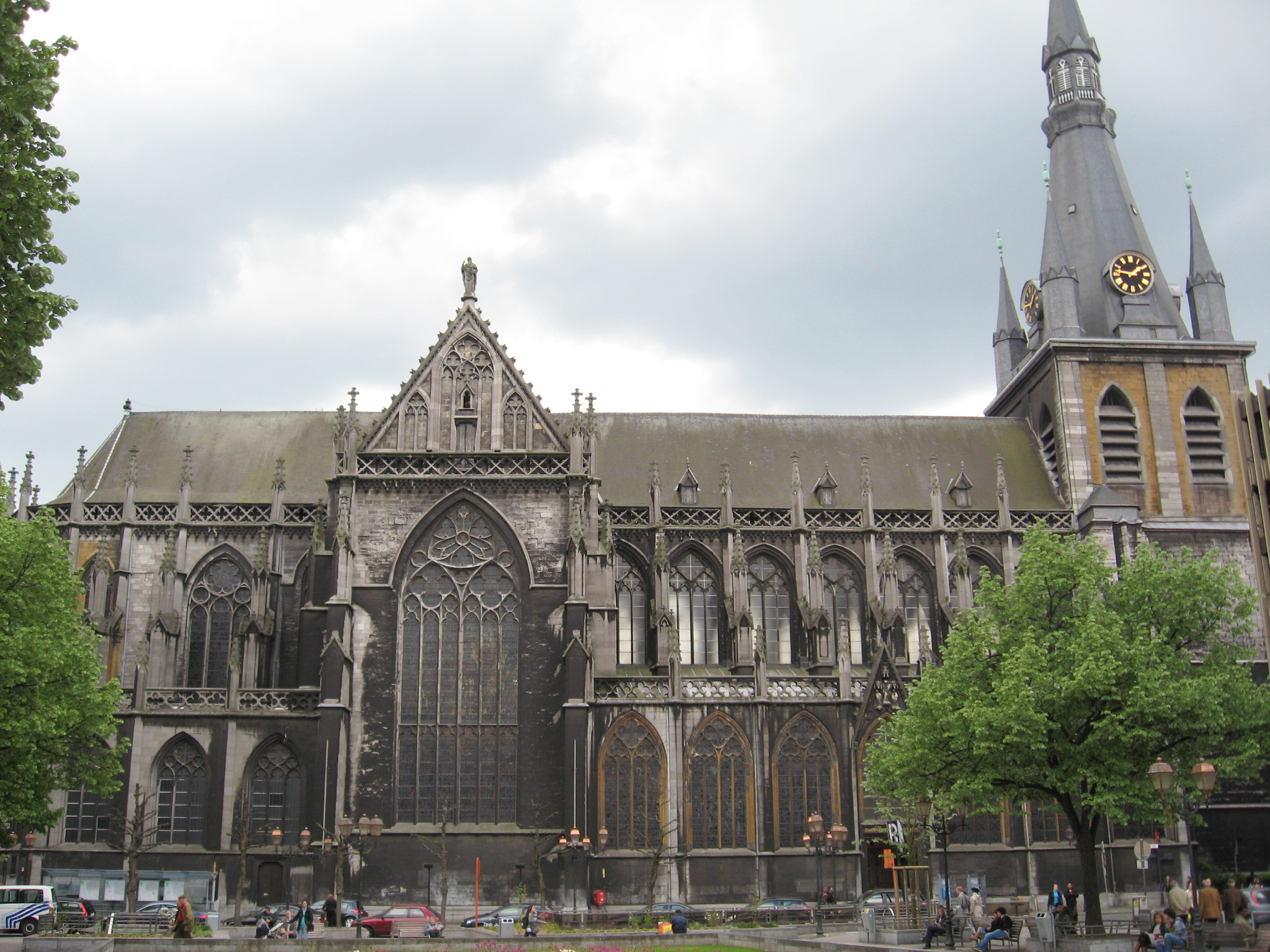
St.-Pauls-Kathedrale (Lüttich), seit 1801 Kathedrale des Bistums